# Trifilio di Leucosia
Trifilio di Leucosia (inizio del IV secolo – Leucosia, 370) è stato un vescovo romano.

## Biografia
Trifilio nacque o fu educato a Costantinopoli all'inizio del IV secolo. Ricevette l'istruzione diritto alla scuola di Beirut . Si convertì al cristianesimo e fu nominato vescovo di Nicosia. Era un seguace di san Spiridione di Trimitonte e un ardente sostenitore di san Atanasio di Alessandria contro gli ariani e per questo venne perseguitato. Partecipò al concilio di Sardica. San Girolamo ne parla come una delle figure più eloquenti della Chiesa dell'epoca.